# Rosko (gmina)
Rosko – dawna gmina wiejska istniejąca w latach 1934–1954 w woj. poznańskim (dzisiejsze woj. wielkopolskie). Siedzibą władz gminy było Rosko.
Gmina zbiorowa Rosko została utworzona 1 sierpnia 1934 roku w powiecie czarnkowskim w woj. poznańskim z dotychczasowych jednostkowych gmin wiejskich: Biała, Gulcz, Mężyk, Rosko i Wrzeszczyna (oraz z obszarów dworskich położonych na tych terenach lecz nie wchodzących w skład gmin). 
Po wojnie gmina zachowała przynależność administracyjną. Według stanu z dnia 1 lipca 1952 roku gmina Rosko składała się z 7 gromad: Biała, Gulcz, Jaryń, Mężyk, Potrzebowice, Rosko i Wrzeszczyna. Gmina została zniesiona 29 września 1954 roku wraz z reformą wprowadzającą gromady w miejsce gmin.
Jednostki nie przywrócono 1 stycznia 1973 roku po reaktywowaniu gmin, a jej dawny obszar wszedł w skład nowej gminy Wieleń.